# コロネイア
コロネイア（ギリシア語: Κορώνεια、Koroneia）は、ギリシャ中央ギリシャ地方ヴィオティア県の村、旧自治体。2011年の地方行政改革により、リヴァデイア市 (Λιβαδειά、Livadeia) の一部となり、その行政区のひとつとなっている。人口は、4,625人（2001年）。行政区の中心集落は、アギオス・ゲルギオス (Άγιος Γεώργιος、Agios Georgios) である。

## 歴史
古代ギリシアにおいては、「コロネイアの戦い (ギリシア語: Μάχη της Κορώνειας、英語: Battle of Coronea) と呼ばれる戦闘が、歴史上2回行なわれている。
- コロネイアの戦い (紀元前447年) - ボイオティアと同盟軍が、トルミデス指揮下のアテナイ軍などを待ち伏せで破り、トルミデスが討ち死にした[2][3][4][5]。
- コロネイアの戦い (紀元前394年) - スパルタ王アゲシラオス2世率いるスパルタ軍と同盟軍が、テーバイやアルゴスなどの軍勢を打ち破った。